# Gare de Oued Aïssi
La gare de Oued Aïssi est une gare ferroviaire algérienne située sur le territoire de la commune de Tizi Ouzou, dans la wilaya de Tizi Ouzou.

## Situation ferroviaire
Située dans la zone industrielle de Oued Aïssi, à l'est de Tizi Ouzou, c'est la gare terminus de la ligne de Thénia à Oued Aïssi. Elle est précédée de la gare de Oued Aïssi - Université.
La gare dispose d'une embranchement particulier, situé en aval de la gare, desservant le dépôt de carburant Naftal de Oued Aïssi. La plateforme ferroviaire de Naftal est composée de 4 voies de 1 000 m de longueur, d'une voie de manœuvre et d'une voie de garage.

## Histoire
La gare est mise en service le 9 juin 2017 à la suite de l'extension de la ligne de Thénia à Oued Aïssi de la gare de Tizi Ouzou à celle de Oued Aïssi,.

## Service des voyageurs

### Desserte
La gare de Oued Aïssi est desservie par les trains du réseau ferré de la banlieue d'Alger assurant les liaisons Alger - Oued Aïssi ou Thénia - Oued Aïssi.